# Jessica Moore (tennista)
Jessica Moore (Perth, 16 agosto 1990) è una tennista australiana inattiva dal 2020.

## Carriera
Da junior partecipò nel 2007 al torneo di Wimbledon nel doppio in coppia con Yi-Miao Zhou arrivando ai quarti di finale, nello stesso anno si fermò al terzo turno perdendo contro Anastasija Pavljučenkova al Roland Garros e ai quarti di finale all'US Open.
L'anno seguente ricevette una wild card per il tabellone principale degli Australian Open dove sconfisse al primo turno Julie Ditty diventando la più giovane australiana a vincere un incontro dello slam di casa dai tempi di Jelena Dokić nel 1999, raggiunse inoltre la finale del torneo juniores dove venne sconfitta da Arantxa Rus. Nel febbraio di quell'anno fece anche il suo debutto in Federation Cup. Vinse il torneo di doppio Wimbledon in coppia con Polona Hercog sconfiggendo in finale per 6–3, 1–6, 6–2 Isabella Holland e Sally Peers. Con la stessa Hercog vinse anche il Roland Garros avendo la meglio in finale su Lesley Kerkhove e Arantxa Rus con il punteggio di 5–7, 6–1, 10–7. Ottenne poi un'altra wild card per gli US Open uscendo nuovamente sconfitta al secondo turno contro la tedesca Anna-Lena Grönefeld.
Nel 2009 ricevette ancora una wild card per il tabellone principale degli Australian Open dove al primo turno batté l'altra wild card Christina McHale prima di arrendersi in due set a Flavia Pennetta.

## Statistiche

### Doppio

#### Vittorie (2)
| Legenda               |
| --------------------- |
| Grande Slam (0)       |
| Ori Olimpici (0)      |
| WTA Finals (0)        |
| WTA Elite Trophy (0)  |
| Premier Mandatory (0) |
| Premier 5 (0)         |
| Premier (0)           |
| International (2)     |
| WTA 125s (0)          |

| N. | Data              | Torneo                                       | Superficie  | Compagna                | Avversarie in finale              | Punteggio        |
| 1. | 17 luglio 2016    | BRD Bucarest Open, Bucarest                  | Terra rossa | Varatchaya Wongteanchai | Alexandra Cadanțu Katarzyna Piter | 6-3, 7-6(5)      |
| 2. | 22 settembre 2018 | Guangzhou International Women's Open, Canton | Cemento     | Monique Adamczak        | Danka Kovinić Vera Lapko          | 4-6, 7-5, [10-4] |

#### Sconfitte (3)
| Legenda               |
| --------------------- |
| Grande Slam (0)       |
| Argenti Olimpici (0)  |
| WTA Finals (0)        |
| WTA Elite Trophy (0)  |
| Premier Mandatory (0) |
| Premier 5 (0)         |
| Premier (0)           |
| International (3)     |
| WTA 125s (0)          |

| N. | Data            | Torneo                         | Superficie | Compagna                | Avversarie in finale            | Punteggio        |
| 1. | 6 marzo 2011    | Malaysia Classic, Kuala Lumpur | Cemento    | Noppawan Lertcheewakarn | Dinara Safina Galina Voskoboeva | 5-7, 6-2, [5-10] |
| 2. | 14 ottobre 2018 | Tianjin Open, Tianjin          | Cemento    | Monique Adamczak        | Nicole Melichar Květa Peschke   | 4-6, 2-6         |
| 3. | 7 aprile 2019   | Abierto GNP Seguros, Monterrey | Cemento    | Monique Adamczak        | Asia Muhammad Maria Sanchez     | 6(2)-7, 4-6      |

## Grand Slam Junior

### Singolare

#### Sconfitte (1)
| Tornei del Grande Slam  |
| ----------------------- |
| Australian Open (1)     |
| Open di Francia (0)     |
| Torneo di Wimbledon (0) |
| US Open (0)             |

| N. | Data            | Torneo                     | Superficie | Avversaria in finale | Punteggio |
| 1. | 26 gennaio 2008 | Australian Open, Melbourne | Cemento    | Arantxa Rus          | 3-6, 4-6  |

### Doppio

#### Vittorie (2)
| Tornei del Grande Slam  |
| ----------------------- |
| Australian Open (0)     |
| Open di Francia (1)     |
| Torneo di Wimbledon (1) |
| US Open (0)             |

| N. | Data          | Torneo                      | Superficie  | Compagna      | Avversarie in finale         | Punteggio        |
| 1. | 7 giugno 2008 | Open di Francia, Parigi     | Terra rossa | Polona Hercog | Lesley Kerkhove Arantxa Rus  | 5-7, 6-1, [10-7] |
| 2. | 5 luglio 2008 | Torneo di Wimbledon, Londra | Erba        | Polona Hercog | Isabella Holland Sally Peers | 6-3, 1-6, 6-2    |

## Risultati in progressione
| Sigla | Risultato               |
| ----- | ----------------------- |
| V     | Vincitore               |
| F     | Finalista               |
| SF    | Semifinalista           |
| O     | Oro olimpico            |
| A     | Argento olimpico        |
| SF    | Bronzo olimpico         |
| QF    | Quarti di Finale        |
| 4T    | Quarto turno            |
| 3T    | Terzo turno             |
| 2T    | Secondo turno           |
| 1T    | Primo turno             |
| RR    | Round Robin             |
| LQ    | Turno di qualificazione |
| A     | Assente                 |
| ND    | Non disputato           |

| Legenda superfici    |
| -------------------- |
| Cemento              |
| Terra battuta        |
| Erba                 |
| Superficie variabile |

### Singolare nei tornei del Grande Slam
| Torneo          | 2006 | 2007 | 2008 | 2009 | 2010 | 2011 | 2012 | 2013 | 2014 | 2015 | V--S |
| --------------- | ---- | ---- | ---- | ---- | ---- | ---- | ---- | ---- | ---- | ---- | ---- |
| Australian Open | A    | 1T   | 2T   | 2T   | A    | A    | A    | A    | A    | A    | 2-3  |
| Open di Francia | A    | A    | A    | A    | A    | A    | A    | A    | A    |      | 0-0  |
| Wimbledon       | A    | A    | A    | A    | A    | A    | A    | A    | A    |      | 0-0  |
| US Open         | A    | 1T   | 2T   | A    | A    | A    | A    | A    | A    |      | 1-2  |
| Totale          | 0-0  | 0-2  | 2-2  | 1-1  | 0-0  | 0-0  | 0-0  | 0-0  | 0-0  | 0-0  | 3-5  |

### Doppio nei tornei del Grande Slam
| Torneo          | 2006 | 2007 | 2008 | 2009 | 2010 | 2011 | 2012 | 2013 | 2014 | 2015 | V--S |
| --------------- | ---- | ---- | ---- | ---- | ---- | ---- | ---- | ---- | ---- | ---- | ---- |
| Australian Open | 1T   | 1T   | 1T   | 1T   | 1T   | 1T   | A    | 1T   | 1T   | 1T   | 0-9  |
| Open di Francia | A    | A    | A    | A    | A    | A    | A    | A    | A    |      | 0-0  |
| Wimbledon       | A    | A    | A    | A    | A    | 1T   | A    | A    | A    |      | 0-1  |
| US Open         | A    | A    | A    | A    | A    | A    | A    | A    | A    |      | 0-0  |
| Totale          | 0-1  | 0-1  | 0-1  | 0-1  | 0-1  | 0-2  | 0-0  | 0-1  | 0-1  | 0-0  | 0-10 |

### Doppio misto nei tornei del Grande Slam
| Torneo          | 2006 | 2007 | 2008 | 2009 | 2010 | 2011 | 2012 | 2013 | 2014 |
| --------------- | ---- | ---- | ---- | ---- | ---- | ---- | ---- | ---- | ---- |
| Australian Open | A    | A    | 2T   | 1T   | A    | A    | A    | A    | A    |
| Open di Francia | A    | A    | A    | A    | A    | A    | A    | A    | A    |
| Wimbledon       | A    | A    | A    | A    | A    | A    | A    | A    | A    |
| US Open         | A    | A    | A    | A    | A    | A    | A    | A    | A    |